# Pastis
Pastis são bebidas alcoólicas aromatizadas com o anis. A palavra pastis provém do occitano provençal pastís, significando "pasta" ou "mistura", mas também aborrecimento, situação desagradável ou confusa.
O pastis resulta da maceração de diversas plantas. É feito com álcool destilado e, no seu processo de produção, são adicionadas ervas e flores, sendo, deste modo, uma bebida chamada de composta. Depois do processo de compostagem, é feito um licor ao qual é adicionado novamente o anis. A bebida surgiu na França, após a interdição do famoso absinto.
Os pastis mais conhecidos são o Ricard, o Berger e o Pernod. Devem ser servidos em copos médios, em uma proporção de uma parte de anisado para 5 partes de água gelada.